# Carrer de la Jonquera (Figueres)
El Carrer de la Jonquera és un carrer del municipi de Figueres (Alt Empordà). El conjunt de la via està protegit com a bé cultural d'interès local.

## Descripció
S'observa homogeneïtat tipològica amb façanes compostes per eixos verticals de balcons amb emmarcaments, motlluracions i cornises corresponents a la renovació edificatòria de 1850-1930 sobre la meitat interior del raval de sortida cap a França des del casc. Pervivència sobre l'estructura parcel·lària original de les edificacions del raval anteriors a la pauta neoclàssica: composició de les obertures en eixos desiguals (majors i menors) balcons a la planta primera, i obertures verticals sense volats a la planta segona; ràfecs amb canal, remat de cobertes inclinades de teula a la crugia de façana.